# Sury-aux-Bois
Sury-aux-Bois – miejscowość i gmina we Francji, w Regionie Centralnym, w departamencie Loiret.
Według danych na rok 1990 gminę zamieszkiwały 433 osoby, a gęstość zaludnienia wynosiła 11 osób/km² (wśród 1842 gmin Regionu Centralnego Sury-aux-Bois plasuje się na 734. miejscu pod względem liczby ludności, natomiast pod względem powierzchni na miejscu 179.).